# Nicole Ray (actrice pornographique)
Pour les articles homonymes, voir Nicole Ray.
Nicole Ray est une actrice pornographique américaine née le 4 novembre 1989 dans l'Illinois.

## Nominations
- 2010 AVN Award – Best New Starlet[1] (meilleur espoir féminin)
- 2010 AVN Award – Best Oral Sex Scene - Gag Factor 29[1] (meilleure scène de sexe oral)
- 2010 AVN Award – Best POV Sex Scene - She Is Half My Age 7[1] (meilleure scène POV)
- 2010 AVN Award – Best All-Girl Group Sex Scene - Girlgasmic 2[1] (meilleure scène de groupe exclusivement féminin)
- 2010 XBIZ Award – New Starlet of the Year[2] (meilleur espoir féminin)
- 2011 AVN Award – Best Three-Way Sex Scene (G/B/B) - Bar Pussy[3] (meilleure scène de triolisme : une femme, deux hommes)
- 2011 AVN Award – Best Three-Way Sex Scene (G/G/B) - Pornstar Workout 2[3] (meilleure scène de triolisme : deux femmes, un homme)

## Filmographie sélective
- 2008 : Fuck My Mom and Me 5
- 2008 : Girls Will Be Girls 4
- 2008 : Seduced By A Real Lesbian 3
- 2009 : Ass Eating 2
- 2009 : Lesbian Adventures: Victorian Love Letters
- 2009 : Lesbian Seductions: Older/Younger 27
- 2009 : The Violation of Kylie Ireland
- 2010 : Barely Legal Boarding School Girls
- 2010 : Girls Kissing Girls 4
- 2011 : Fashion House 1
- 2011 : Girls Love To Eat Out
- 2012 : Fuck Me and My BFF 1
- 2012 : Her First Lesbian Sex 25
- 2013 : Endless Asses 2
- 2013 : I Know That Girl 15
- 2014 : Hot Cherry Pies 8
- 2014 : Mom, Dad and The Babysitter 4
- 2015 : Just Turned 18 and Ready To
- 2017 : My Gf Likes To Party
- 2017 : Petite Cock Riders
- 2018 : Young Pussy 3